# فیفا ۹۷
«فیفا ۹۷» (انگلیسی: FIFA 97) یک بازی ویدئویی در سبک بازی ورزشی است که توسط ای‌ای اسپورتس و در سال ۱۹۹۶ و در پلت‌فرم‌های مایکروسافت ویندوز، داس، سوپر نینتندو، سگا مگا درایو، پلی‌استیشن، سگا ساترن، و گیم بوی منتشر شده‌است.